# Plusia yokohamensis
Plusia yokohamensis là một loài bướm đêm trong họ Noctuidae.